# ゼフラ・ギュネシュ
ゼフラ・ギュネシュ（原語表記・Zehra Güneş、1999年7月7日 - ）は、トルコの女子バレーボール選手である。トルコ代表。

## 来歴
イスタンブール出身。

### クラブチーム
2016/17シーズンにトルコバレーボールリーグのワクフバンク・イスタンブールからベシクタシュにレンタル移籍したが翌シーズンにワクフバンクに戻った。
復帰したギュネシュはワクフバンクの優勝に貢献し、自らも大会スポンサーであるベステル社の名を冠した「ベステル特別賞」を受賞した。
2017/18のバレーボール欧州チャンピオンズリーグでもワクフバンク優勝に貢献した。2021/22シーズンにはトルコリーグ、トルコカップ、欧州チャンピオンズリーグ、世界クラブ選手権で4冠を達成した。トルコリーグではMVPに選ばれた。2022/23シーズンの世界クラブ選手権では準優勝し、自身はベストミドルブロッカー賞を受賞した。2023/24シーズンの世界クラブ選手権では2年連続で準優勝しベストミドルブロッカーを受賞した。2024/25シーズンから所属チームで主将を務め、トルコリーグでは3季ぶりの優勝に貢献した。

### 代表チーム
ギュネシュは2015年にジョージアで開催されたヨーロッパユースオリンピックフェスティバルに出場。同年、ペルーのリマで開催された第14回ユース世界選手権に出場し3位入賞に貢献した。同大会ではベストミドルブロッカーに耀いている。
2016年にはトルコ代表としてバレーボール・ワールドグランプリのメンバーに名を連ねると同時に、ジュニア代表にも選出された。2017年に開催された第19回バレーボール世界ジュニア女子選手権大会に出場したギュネシュは4位入賞に貢献し、自らもベストミドルブロッカーに選出された。同年、スロベニアで開催された第3回世界U23女子バレーボール選手権では優勝を果たした。
2017年1月にナショナルチーム代表に招集をうけ、2018年度から本格的にトルコ代表としてメンバーに定着した。2018年5月16日のバレーボールネーションズリーグ対アメリカ戦においてブロックだけで8得点をあげてトルコの歴史的な勝利に貢献した。トルコ監督のジョバンニ・グイデッティは「アメリカに勝ったのは何年ぶりか記憶にない」と語り、メディアには「ギュネシュマジック炸裂」の活字が踊った。2019年に自国開催された欧州選手権で銀メダルを獲得した。2021年開催の東京2020オリンピックに出場した。

## 球歴
- オリンピック - 2021年、2024年
- 世界選手権 - 2018年、2022年
- ネーションズリーグ - 2018年、2019年、2021年、2022年、2023年、2024年
- 欧州選手権 - 2019年、2021年、2023年

## 所属チーム
- ワクフバンクSK（2011-2014年）
- イスタンブールBBSK（2014-2015年）
- ワクフバンクSK（2015-2016年）
- ベシクタシュ（2016-2017年）
- ワクフバンクSK（2017年-）

## 受賞歴
- 2015年 第14回バレーボール世界ユース女子選手権大会 - ベストミドルブロッカー
- 2017年 第19回バレーボール世界ジュニア女子選手権大会 - ベストミドルブロッカー
- 2018年 トルコバレーボールリーグ - ベステル特別賞
- 2019年 世界クラブ選手権　ベストミドルブロッカー
- 2021年 世界クラブ選手権　ベストミドルブロッカー
- 2021年 トルコカップ　MVP
- 2022年 2021/22欧州チャンピオンズリーグ　ベストミドルブロッカー
- 2023年 世界クラブ選手権　ベストミドルブロッカー
- 2023年 2022/23欧州チャンピオンズリーグ　ベストミドルブロッカー
- 2023年 ネーションズリーグ ベストミドルブロッカー
- 2023年 欧州選手権 ベストミドルブロッカー
- 2023年 世界クラブ選手権　ベストミドルブロッカー